# Antonio Panunzi
Antonio Panunzi (Morlupo, 11 aprile 1806 – Roma, 2 marzo 1877) è stato un medico, ginecologo, chirurgo e ostetrico italiano.

## Biografia
Figlio di un medico, Antonio Panunzi frequentò il corso Ad Obstetriciam libere exercendam e fu allievo dell'ostetrico Giuseppe Sisco. Si laureò a La Sapienza e nel 1838 era assistente Ostetrico all'Ospedale di San Rocco, a Ripetta. Dal 1855 fu Primario di Chirurgia ostetrica all'Ospedale di Santo Spirito in Sassia e insegnò Clinica Ostetrica a La Sapienza, i cui corsi di svolgevano all'Ospedale di San Rocco. Nel 1853 era sostituto del Primario Ostetrico del San Rocco Filippo Savetti, con futura successione, che si realizzò nel 1855, alla morte del Savetti.

### La relazione di Panunzi
Nel 1851 egli indirizzò al cardinale Carlo Luigi Morichini, presidente degli Ospedali Romani, una relazione sullo stato dell'Ospedale di San Rocco, evidenziandone le carenze, sia nella struttura, sia nell'attività assistenziale, sia nella didattica. La relazione si conserva in originale all'Archivio dell'Ospedale di Santo Spirito.
Panunzi chiedeva al cardinale che fosse prolungato a un intero anno accademico il corso universitario di Ostetricia (al posto di pochi mesi) e di portare a 18 mesi il corso per le levatrici. Consigliava la chiusura totale dell'ospedale e il trasferimento della struttura in una posizione decentrata, nella zona Sud di Roma.
Il nuovo ospedale doveva essere immerso nel verde, avere bagni con acqua corrente, e sale parto e sale per pratiche esplorative separate dalle corsie. Le donne malate dovevano avere stanze a parte. Bisognava creare un gabinetto Anatomico fisiopatologico e un convitto per le studentesse levatrici. Le nuove conquiste igienico sanitarie imponevano modifiche radicali all'assistenza ospedaliera che non potevano essere realizzate all'Ospedale di San Rocco, data la forma a rettangolo allungato e la dimensione contenuta dell'edificio che era localizzato in una zona a forte densità abitativa.
Era necessario ricoverare le partorienti all'ottavo mese, in presenza di minaccia di parto prematuro. Il rapporto tra le studentesse levatrici e le degenti doveva essere da due a una: per ogni partoriente infatti ci volevano due allieve levatrici. Il corso universitario per gli ostetrici doveva essere riservato a medici laureati e con un anno almeno di pratica ospedaliera.
Le proposte di Panunzi non furono prese subito in considerazione, ma nel 1865 papa Pio IX inaugurò il nuovo Ospedale di San Giovanni, la cui Clinica Ostetrica fu affidata all'ostetrico Benedetto Viale Prelà, corso di origine ed ebbe come Primario l'ostetrico De Andreis. Dopo la proclamazione di Roma Capitale, nel 1876 l'insegnamento universitario di Ostetricia e la scuola delle levatrici passarono al San Giovanni.

### Scritti
Nel 1863 Panunzi pubblicò Due storie di tagli cesarei che ebbero esito positivo: uno era stato praticato su una donna rachitica, a gravidanza giunta al termine. Panunzi praticò un taglio longitudinale, a sinistra, due linee dalla linea alba. L'emorragia fu frenata con acqua fredda e neve e con pressione sull'aorta addominale. Estratto sangue dal ventre, fu praticata una sutura secca, con un angolo aperto. Allattamento al quarto giorno e guarigione in 45 giorni.

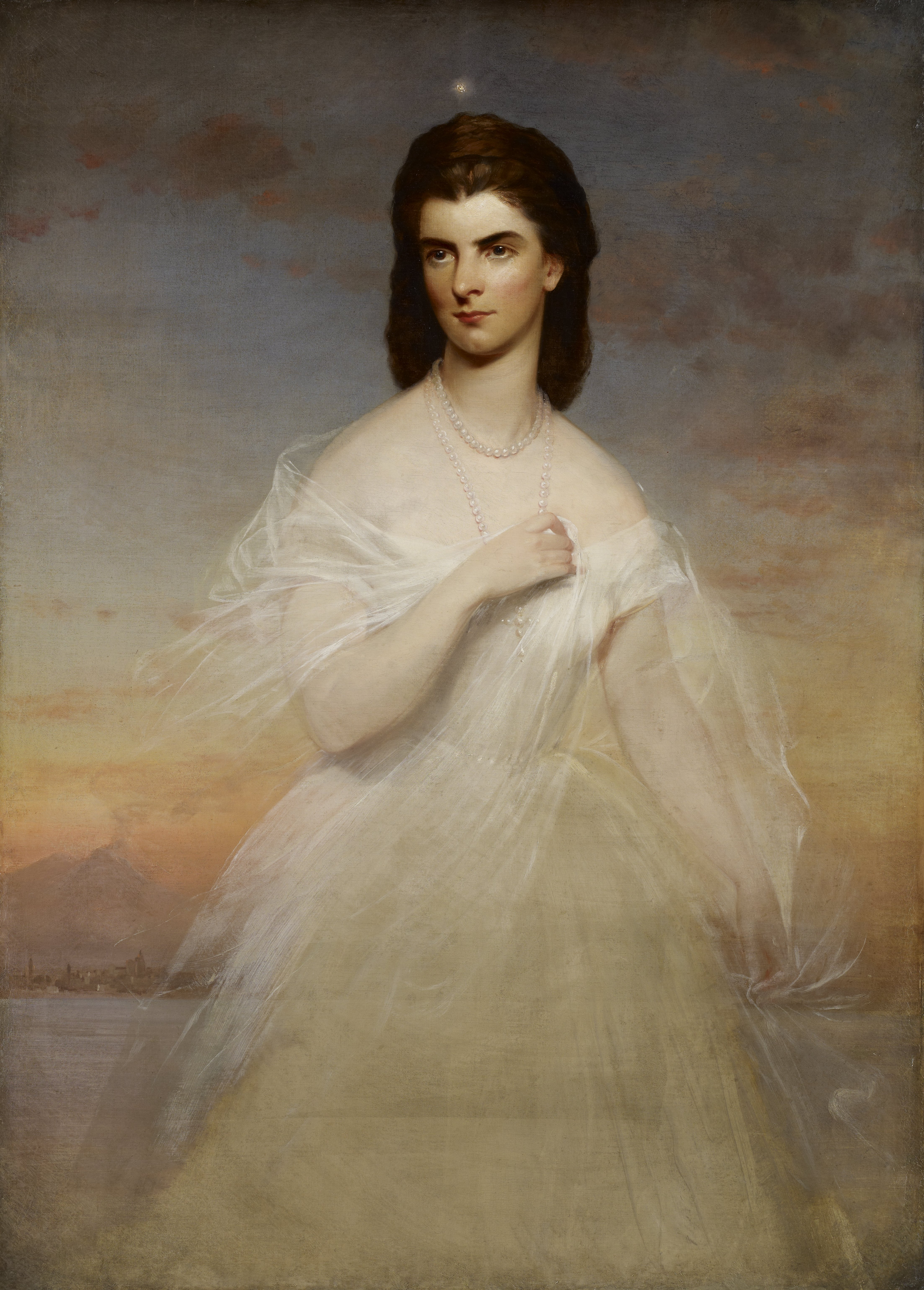
Franz Xaver Winterhalter (attr.), La regina Maria Sofia delle Due Sicilie, nata duchessa in Baviera, ca. 1860

Nel 1869 Panunzi pubblicò in latino le sue dispense, dal titolo Tractatus de ostetricia theoretica et practica, demum de operationibus.

### Parto dell'ex regina di Napoli
Nella notte del 24 dicembre 1869, Panunzi fu chiamato d'urgenza a Palazzo Farnese, per assistere al parto di Maria Sofia di Baviera, ex regina di Napoli. Venne al mondo una bambina, cui fu imposto il nome di Maria Cristina Pia. La neonata visse fino al 28 marzo 1870 e morì di bronchite, anche per le cure strane della bambinaia che per rianimarla le dava latte misto a cognac e a rhum e la esponeva al sole, dopo il bagno in acqua fredda, senza prima asciugarla.
Maria Sofia non ebbe altri figli e, forse, Antonio Panunzi ne informò l'ex re Francesco II delle Due Sicilie. Si vide in quei giorni Francesco II incanutire precocemente. La morte della piccola erede dei Borboni fece molta impressione a Roma. Dopo pochi mesi nasceva a La Sapienza la nuova cattedra di Malattie Speciali delle Donne e dei Bambini, di cui Panunzi era il titolare.

### Ultimi anni
Alla fine del 1870, con il Regolamento provvisorio dell'università romana, Panunzi si trovò quindi con due cattedre: Clinica Ostetrica, al quinto anno e con insegnamento pratico, e Malattie Speciali delle Donne e dei Bambini, al quarto anno e con insegnamento teorico. Quest'ultima cattedra darà vita, nell'anno accademico 1876-1877, a Ginecologia (che si sarebbe riunita con Ostetricia) e a Pediatria che avrebbe avuto un suo distinto percorso.
Panunzi sostenne il doppio incarico accademico solo per un anno poi, su entrambe le cattedre, subentrò il suo allievo Ercole Pasquali. Nel 1873 Panunzi divenne professore emerito. Era stato l'ultimo Primario Ostetrico del San Rocco e del Santo Spirito a dover fare i conti con l'amministrazione pontificia; ma anche il rinnovatore della Scuola romana di Ostetricia e Ginecologia. Tra i suoi allievi Pellegrino Piermarini ed Ettore Marchiafava che fu suo assistente all'Ospedale di Santo Spirito in Sassia.

### In memoriam
Una lapide di marmo bianco, accanto alla chiesa di Santo Spirito in Sassia, in via dei Penitenzieri 13, fu posta a ricordo dell'opera di Antonio Panunzi all'Ospedale di Santo Spirito in Sassia, un anno dopo la sua morte. Vi furono incise queste parole:
ANTONIO PANUNZI

PROFESSORE LODATISSIMO D’OSTETRICIA

NELLA ROM. UNIVERSITÀ

CHIRURGO PRIMARIO IN QUEST'OSPIZIO

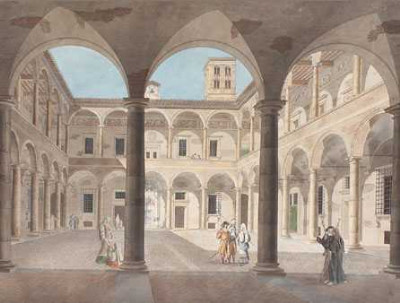
Johann Gottfried Gutensohn, Ospedale di Santo Spirito, 1821

DALL’ANNO MDCCCLV SINO ALL’ANNO MDCCCLXXVII

ASSISTÉ LE PARTORIENTI QUI RICOVRATE

CON PERIZIA DISINTERESSE E CARITÀ IMPAREGGIABILE

LA COMMISSIONE DEGLI OSPEDALI

A MEMORIA ED ESEMPIO

POSE

MDCCCLXXVII